# Resolución 286 del Consejo de Seguridad de las Naciones Unidas
La resolución 286 del Consejo de Seguridad de las Naciones Unidas, aprobada sin votación el 9 de septiembre de 1970, gravemente preocupado por la amenaza que acarrea la desviación a mano armada de aeronaves para civiles inocentes, hizo un llamado a todas las partes interesadas para que se ponga en libertad inmediatamente a todos los pasajeros y tripulantes sin excepción, como resultado de secuestros de aeronaves, y pidió a los Estados a adoptar todas las medidas jurídicas posibles para evitar nuevas desviacines a mano armada o injerencias en los viajes aéreos civiles internacionales.